# Amphicnaeia sexnotata
Amphicnaeia sexnotata là một loài bọ cánh cứng trong họ Cerambycidae.